# Sinaechinocyamus mai
Sinaechinocyamus mai is een zee-egel uit de familie Echinarachniidae.
De wetenschappelijke naam van de soort werd in 1984 gepubliceerd door Wang.